# Yukihiro Yamase
Yukihiro Yamase (山瀬 幸宏, Yamase Yukihiro) est un footballeur japonais né le 22 avril 1984. Il évolue au poste de milieu de terrain.
Son frère Koji Yamase est lui aussi footballeur professionnel. Son père a participé aux Jeux olympiques d'hiver de 1984 en prenant part à l'épreuve de Biathlon.

## Biographie
Yukihiro Yamase commence sa carrière professionnelle au Yokohama F. Marinos. Il joue son premier match en championnat le 8 mai 2005 face au Sanfrecce Hiroshima.
En 2009, il est prêté, puis transféré au Sagan Tosu. Par la suite, en 2012, il rejoint les rangs du Kataller Toyama.
Yukihiro Yamase est vice-champion de J-League 2 en 2011 avec le Sagan Tosu.